# Johann Grabbe
Pour les articles homonymes, voir Grabbe.
Johann Gottlieb Grabbe, né en 1585 à Lemgo et mort en 1655 à Bückeburg, est un compositeur allemand. Un enfant prodige, il a appris l'orgue auprès de Cornelius Conradus, auquel il a succédé en tant qu'organiste. Il a obtenu une bourse pour étudier à Venise avec Giovanni Gabrieli.